# 中原大学 (1948年至1953年)
中原大学是1948年国立河南大学的左翼势力在河南省宝丰县大白庄村建立新河南大学的基础上，由时任中共中央中原局第二书记陈毅改名为中原大学。

## 历史
1948年6月21日，华东野战军首次攻克开封。6月24日中共地下党员、《中国时报》社社长郭海长向华野文工团团长康茅召提出河大进步师生要求到解放区工作。康茅召征得当时在城内的粟裕的同意，又征得在城外的邓小平、陈毅、刘伯承的同意，当天即做出安排。河南大学文学院院长、历史系主任嵇文甫，经济系主任王毅斋，化学系主任李俊甫，教育系副教授罗绳武，历史系副教授赵俪生，体育系教师兼诗人苏金伞，音乐家嵇振民，《中国时报》社总编辑刘国明等79人乘两台原本是华野拉缴获高射炮的汽车赴中原解放区襄城县。6月26日抵中原局驻地宝丰县。7月9日以河大为主的开封进步学生287人步行近400华里到达宝丰县，其中女生96人。这批学生中有大学生98人，专科生39人，社会青年35人，其余全都是高、初中学生，来自：河南大学、中原工学院、焦作工学院、农业职校、畜牧学校、开封师院、艺术师范、开封高中、开封女中、北仓女中、静宜女中、开封初中、两河中学、维新中学、大河中学、黎明中学、力行中学等学校。原本这些师生应去华北大学，但邓小平、陈毅、刘伯承认为中原解放区迅猛发展，需要自己的培养干部的学校，决定师生留下来成立“抗大”式的革命大学———中原大学。
1948年7月10日，中原大学筹备委员会在宝丰县成立。委员为：中原局第二书记陈毅、中野副政委张际春、中原局宣传部长刘子久、嵇文甫、王毅斋、北方大学教务长张柏园、罗绳武7人。陈毅为主任委员。刘子久、嵇文甫、王毅斋为副主任委员。中原军区政治部宣传部副部长陈斐琴主持日常工作。临时校部设在宝丰县城北肖旗乡大白庄关帝庙内。1948年7月15日（开封师生刚到宝丰县六天），陈毅对学生们作了《来解放区学习与工作》的报告。在报告中讲明当前的国内形势和革命的目的，使广大学生安下心来，留在中原大学参加学习，为当前的革命战争和今后的经济建设，做出自己的贡献。7月26日，陈毅又到大白庄村为学员作《目前形势的分析》专题报告。287名学生暂编两个学员大队。7月30日，《豫西日报》正式发表了中共中央批准创建中原大学的消息。8月2日刘伯承司令员在中原军区召开的庆“八一”纪念大会上，宣布中原大学正式成立。”8月7日开始授课。1948年8月陈毅从晋察冀解放区和华东解放区调来干部200余人，参加中原大学的筹建工作。学校刚成立时，把学员分为三个大队，每个大队90人左右，分散住在附近几个村子的农户里。其中一大队驻肖旗营村，由贾君知任大队长；二大队驻大白庄村，由张静波任大队长；三大队驻韩店村，由于树作任大队长。随后到的学员驻三里营村后编为四大队，由郭抵任大队长。
成立初期，学制4至6个月。学习内容以政治理论、改造思想、树立革命人生观为主。开设社会发展史纲（罗绳武）、社会科学概论（王毅斋）、辩证唯物论（嵇文甫）、新民主主义论（刘国明）、中国革命基本问题（刘国明）、政策概要、群众工作等。8月25日，朱凡率领华东干部73人来校加强工作，朱凡担任副教务长。8月26日，刘子久来校担任党的工作，张柏园任教务长。8月26日，中原大学新闻系在宝丰县肖旗乡解庄村成立。由中原局宣传部副部长陈克寒兼任系主任，江涛任教务主任主持系里工作；第一期共招收学员60人，按期于年底结业。除少数留系里工作外，大部分都分配到新华社中原总分社和《中原日报》以及郑州、开封、洛阳等城市的新闻单位工作。8月27、28日，中原局第三书记、中原军区副政委邓子恢以《新民主主义革命的总路线、总政策》为题，在打麦场上为学员讲述中国革命的性质、中国革命的任务、中国革命的力量、中国革命的领导等问题。
随着生员的增多，设备和校舍的困难无法克服。9月5日，校部由大白庄村迁至宝丰县城东街文庙原兴宝中学院内。大部分学员仍居住在县城的居民家里和附近村庄。1948年9月25日中原大学派出十个招生组，到河南省各地招来新生428名。
1948年8月邓小平赴西柏坡参加中共中央政治局扩大会议。9月与中共中央宣传部长陆定一商量并报中共中央作出决定，于10月份从华北大学抽调冀南行署主任孟夫唐、刘介愚、梁维直、李光灿、林山、俞林、方衡等及从上海撤回解放区的《新华日报》社社长潘梓年南下到中原大学工作。中央任命历史学家、北方大学校长范文澜为校长（因病未到职），潘梓年为副校长，张柏园为教务长。
中原大学入学的学生不称为“上大学”，而是称为“参加革命”，有些农村家长还称为“投八路”。因为处在战争年代，中原大学学生参加革命会牵连在国统区的家人，所以纷纷改名。中原大学是一所“三无”大学：无教室、无课本、无宿舍，在农村解放区办学。受条件限制，学校平时上课都是在大白庄村南的打麦场里。中原大学的学生享受副连级供给制待遇，每人每月200元中州票（当时一块银元可以兑换220元中州票）。
10月下旬国立河南大学教授范文澜出任校长，潘梓年任副校长。孟夫唐、刘介愚、梁维直、李光灿、林山、俞林等14人任校部机关各部门领导工作。
10月22日郑州解放、10月24日开封第二次解放。郑、汴两市有大批青年学生来到宝丰县投考中原大学。学生人数达到1966人。随着形势变化，经中原局批准，1948年11月22日中原大学派出刘介愚、嵇文甫、林山等30人赴省会开封市作迁校的准备工作。1948年11月29日开始全校2000人在潘梓年副校长带领下，从宝丰县徒步于12月10日抵达开封市，12月中旬借用原河南大学暂时空着的校址继续办学。此时华北大学文艺研究室著名艺术家崔嵬等一行14人也调入中原大学，成立了中原大学文艺研究室，参加教学工作，下设文艺干部训练班（共培训四批文艺干部）。中原大学迅速扩大，由原来的17个大队扩大到了37个大队，学员达3000多人。
1949年4月26日苏州解放。随国民党军队南逃至苏州的河南大学师生1200人，在河南省人民政府主席吴芝圃指派开封市教育局长郭海长赴苏州联系接回开封原址，刘伯承、陈毅、韦国清等领导关怀下调配车辆、渡船、组织人力，保障供给，使河南大学师生顺利返回开封。1949年6月19日河南大学与中原大学共同举行联欢晚会，庆祝河南大学顺利返汴，同时也欢送中原大学随中原局和中原军区南迁武汉。河南省委、省政府决定：重建河南大学。由中原大学留下刘介愚、嵇文甫、王毅斋、贾君知等一批师生作为重建河南大学的基础。1949年6月以中原大学留在开封的医学院、师训班共500余人，和河南行政干校（原豫西行政干校和伊洛公学）400余人为基础，重建河南大学。河南省政府主席吴芝圃兼任校长，下设文教学院、农学院、医学院、行政学院4个学院。
1949年5月14日由副教务长朱凡第一批南下干部200人和文工团员95人乘火车到湖北黄陂待命。5月16日武汉解放。5月17日朱凡率队随四野大军进入武汉，参加武汉市的文教接管工作，同时为中原大学迁校做准备。6月中旬潘梓年副校长率第二批人员南下抵达武汉。7月20日中原大学第三批南下师生约200人启程赴汉，8月17日最后一批师生到达武汉。至此中原大学迁校工作全部完成。中原大学的教育、财经、新闻等院系搬迁至武汉市蛇山，中原大学的医学院归入河南大学。1949年11月中原大学派出梁唐晋、谢春芳、方堃等39人赴广西创办广西革命大学，后更名为广西行政干部管理学校。
1950年4月29日，中央人民政府教育部快邮代电回复中南军政委员会：“我部同意中原大学更名为中南人民大学”。在中原大学第四次院长会议上，潘梓年副校长传达：中央已批准中原大学改称为“中南人民大学”，校长范文澜免去职务，由潘梓年担任校长，孟夫唐任副校长兼教务长。1950年5月27日在中原大学第五次院长会议上庆祝中原大学成立二周年时宣布：成立“中南人民大学”纪念筹备委员会。1950年8月在庆祝中原大学建校二周年的大会上，中南军政委员会副主席张难先在讲话中勉励中原大学：“继续大量地为国家培养各项建设人才，满足革命的需要。”中南局宣传部部长赵毅敏指出：“中原大学是中南六省两市培养革命干部的堡垒。”但在1952年底中南局根据中南地区急需财经和政法干部的现实情况下决定撤销中原大学，分别成立中南财经学院和中南政法学院。1953年6月6日，孟夫唐副校长宣布了中南局的这一指示：“撤销中原大学。”中原大学四大学院分拆，中南财经政法大学继承了中原大学的财经学院、政法学院。华中师范大学继承了中原大学的教育学院。
- 中原大学文艺学院：1949年6月建立，1951年更名为中南文艺学院。发展成为现在的武汉音乐学院和广州美术学院。
- 中原大学财经学院：1949年12月建立，1953年6月更名为中南财经学院。
- 中原大学教育学院：1949年12月建立。1953年10月更名为华中师范学院。
- 中原大学政治学院：1949年12月建立。1953年元月更名为中南政法学院。
- 中央民族学院中南分院：1951年元月中南军政委员会委托中原大学筹建。1952年11月更名为中南民族学院。